# Anello principale
L'anello principale (o, più raramente, anello brillante) è il secondo degli anelli di Giove in ordine di distanza dal pianeta e il più brillante. Esteso per circa 6 500 km, il suo margine esterno si interrompe bruscamente ad una distanza di circa 129 000 km dal centro del pianeta, in corrispondenza dell'inizio dell'anello Gossamer interno; il suo margine più interno sfuma invece gradualmente nell'anello di alone.
L'anello principale comprende al suo interno le orbite di due satelliti naturali di Giove, Adrastea e Metis, che probabilmente costituiscono la fonte principale del materiale che lo compone.
L'anello venne individuato dalla sonda spaziale statunitense Voyager 1 nel corso del sorvolo di Giove del marzo 1979; gli venne attribuita la designazione provvisoria di 1979 J2R.

## Aspetto e struttura
L'anello principale costituisce la porzione più brillante del sistema di anelli di Giove. Il suo confine esterno è situato ad un raggio pari a circa 129 000 km (1,806 RJ) e coincide con l'orbita del satellite interno più piccolo, Adrastea. Il suo bordo interno non è delimitato da alcun satellite ed è situato a circa 122 500 km (1,72 RJ) dal centro del pianeta. Per questo motivo l'anello ha un'estensione radiale che si aggira sui 6 500 km.

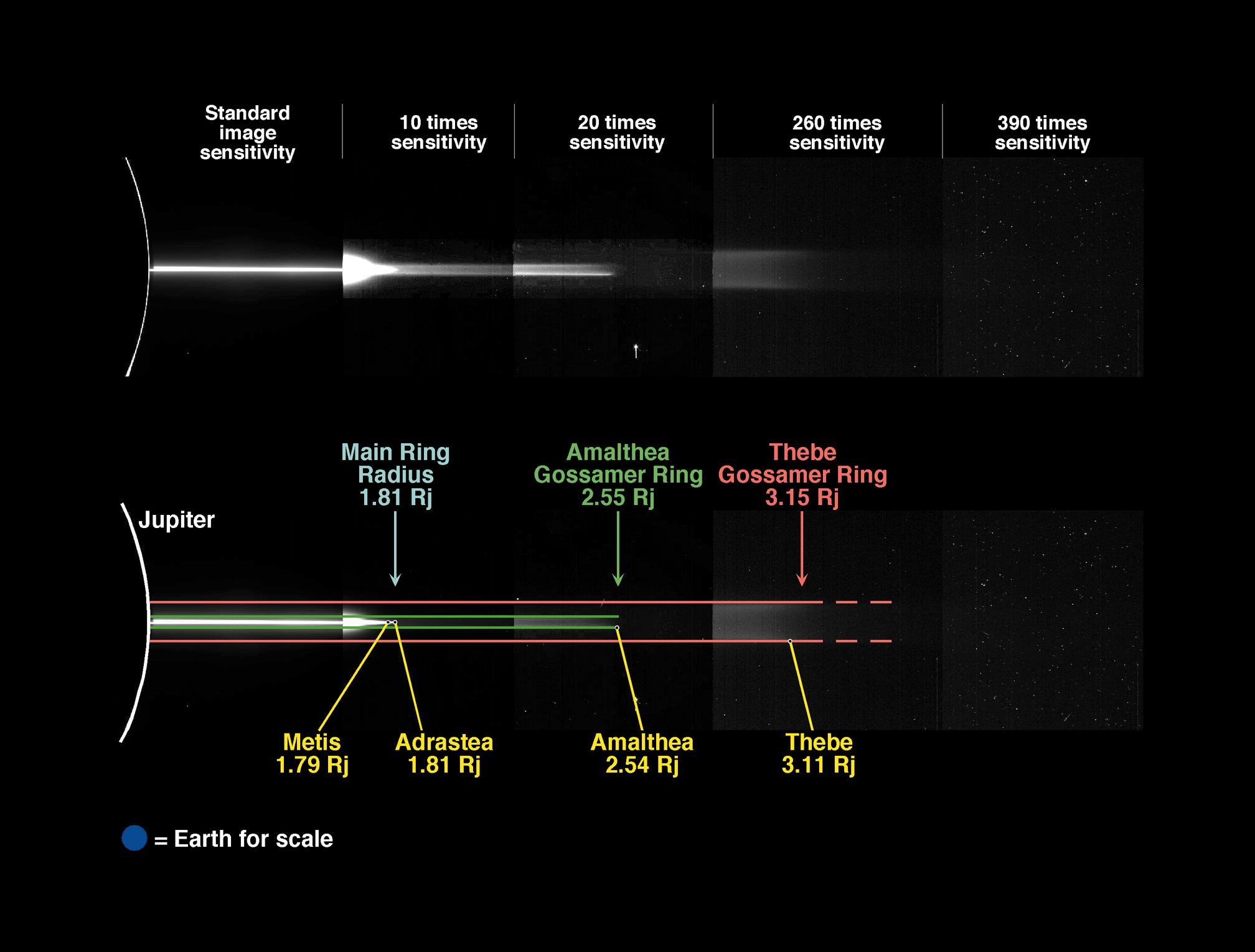
Mosaico di immagini riprese dalla sonda Galileo con uno schema che mostra la disposizione degli anelli e dei satelliti ad essi associati.

L'aspetto dell'anello varia in funzione della posizione dell'osservatore rispetto alla sorgente di illuminazione (il Sole), oltre che delle proprietà di riflessione del materiale che costituisce l'anello stesso. In luce diffusa diretta la brillantezza dell'anello inizia a decrescere rapidamente a 128 600 km, poco prima dell'orbita di Adrastea, e raggiunge una luminosità paragonabile a quella del mezzo a 129 300 km, poco oltre l'orbita del satellite; per questo motivo Adrastea, a 129 000 km, funge chiaramente da "luna pastore", delimitando in modo netto il confine esterno dell'anello, posto a 129 100 km. La luminosità dell'anello aumenta invece man mano che si procede in direzione del pianeta e raggiunge il massimo in prossimità del centro dell'anello, ad un raggio di 126 000 km, sebbene vi sia una pronunciata lacuna (divisione) presso l'orbita di Metis, a 128 000 km. Il confine interno dell'anello, al contrario, sembra sfumare lentamente in uno spazio compreso tra 124 000 e 120 000 km, fino a fondersi con l'anello di alone. In luce diretta, comunque, tutti gli anelli di Giove appaiono particolarmente brillanti.
In luce retrodiffusa l'anello mostra una geometria complessa: appare infatti costituito da due diverse parti, intervallate da una piccola regione, posta appena oltre l'orbita di Metis, in cui la luminosità dell'anello diminuisce repentinamente, che prende il nome di divisione di Metis; all'interno dell'orbita di Metis la luminosità dell'anello incrementa con un tasso inferiore rispetto a quello in luce diretta. La parte più esterna, sottile, si estende da 128 000 a 129 000 km e include tre piccoli sotto-anelli intervallati da lacune: un piccolo anello si trova più all'interno rispetto alla lacuna centrale, poco più all'esterno dell'orbita di Metis; un secondo piccolo anello è presente poco prima dell'orbita di Adrastea, seguito da un'altra lacuna di origine sconosciuta a circa 128 500 km; un terzo piccolo anello si trova immediatamente all'esterno del confine dell'anello, delimitato dalla lacuna segnata dall'orbita di Adrastea. La porzione interna, più debole, si estende tra 122 500 e 128 000 km ed è priva di qualunque sotto-struttura visibile sia in luce diretta sia in luce retrodiffusa. Questa fine struttura è stata scoperta grazie ai dati raccolti dalla sonda Galileo ed è stata ben visualizzata dalle immagini ottenute dalla sonda New Horizons nel febbraio–marzo 2007. Tuttavia, le osservazioni condotte tramite il telescopio spaziale Hubble, dai telescopi Keck e dalla sonda Cassini non sono riuscite ad identificarla, probabilmente a causa di una risoluzione spaziale troppo bassa.
Osservato in luce retrodiffusa l'anello principale appare come un sottile "rasoio", con uno spessore verticale inferiore a 30 km, che però tende ad aumentare (arrivando ad 80–160 km) man mano che si procede in direzione di Giove, nel punto in cui si fonde con l'anello di alone. In luce diretta, invece, appare molto più spesso (circa 300 km). Una delle principali scoperte della sonda Galileo è stata una tenue estensione dell'anello principale, spessa circa 600 km, costituita da una debole nube di materia che circonda le sue porzioni più interne. L'estensione si ispessisce in corrispondenza del confine interno dell'anello, nel punto di transizione con l'anello di alone.
Le analisi dettagliate delle immagini fornite dalla sonda Galileo hanno mostrato delle variazioni longitudinali della luminosità dell'anello principale che non sembrano connesse con la geometria visuale; la sonda ha inoltre mostrato alcuni addensamenti nell'anello di dimensioni comprese tra 500 e 1000 km. Nel 2007 la New Horizons ha condotto una intensa campagna osservativa alla ricerca di nuovi satelliti all'interno dell'anello; nonostante non sia stato scoperto alcun satellite più grande di 0,5 km, le camere della sonda hanno identificato degli addensamenti di particelle dell'anello, che orbitano all'interno dell'orbita di Adrastea, in un denso ma fine anello. Che si trattasse di agglomerati e non di piccole lune lo si è dedotto dal loro aspetto esteso in maniera azimutale: essi sottendono un'area di 0,1–0,3° nell'anello, che corrisponde ad un diametro di 1000–3000 km. Gli addensamenti scoperti sono stati suddivisi in due gruppi, rispettivamente di cinque e due membri. La natura di questi accumuli non è chiara, ma le loro orbite sono in risonanza con Metis rispettivamente pari a 115:116 e 114:115.
Le immagini riprese dalle sonde Galileo e New Horizons rivelano inoltre la presenza di due gruppi di increspature spiraleggianti nell'anello, che col tempo sono divenute maggiormente serrate al rateo atteso per effetto della recessione nodale differenziale (in inglese: differential nodal regression). Estrapolando all'indietro, il più prominente dei sue sistemi di oscillazioni appare essere stato generato nel 1995, in prossimità del periodo in cui il pianeta è stato interessato dall'impatto dei frammenti della cometa Shoemaker-Levy 9; l'altro invece risalirebbe alla prima metà del 1990. Le misurazione condotte nel novembre del 2006 attraverso la Galileo indicano una lunghezza d'onda di 1920 ± 150 e 630 ± 20 km, ed un'ampiezza di 2.4 ± 0.7 e 0.6 ± 0.2 km, per i due sistemi di oscillazioni, rispettivamente il maggiore ed il minore. La formazione delle oscillazioni maggiori può essere spiegata se l'anello è stato investito da una nube di particelle liberatesi dalla cometa con una massa complessiva di (2-5)×1012 kg, che avrebbe inclinato l'anello fuori dal piano equatoriale per 2 km. Perturbazioni analoghe sono state osservate dalla sonda Cassini negli anelli C e D di Saturno.
Sul bordo esterno dell'anello, per circa 600 km in direzione radiale, è presente una banda più brillante del 10% rispetto al resto dell'anello; ad ogni modo le particelle che lo compongono sono così rarefatte che solo lo 0,001% della luce solare che filtra attraverso l'anello viene intercettata.

## Caratteristiche spettrali correlate con la distribuzione e le dimensioni delle polveri

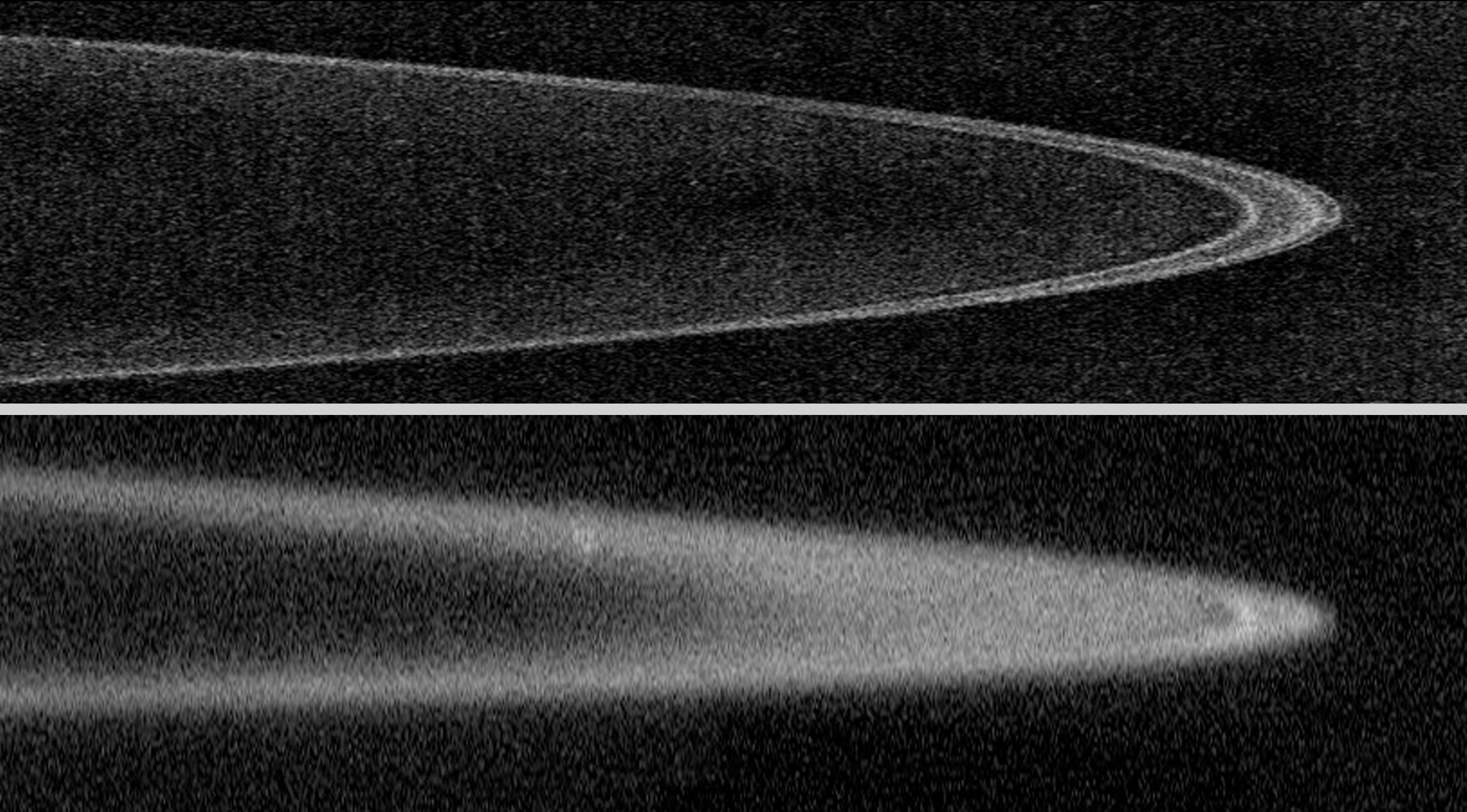
L'immagine in alto, ripresa dalla sonda New Horizons, mostra l'anello principale in luce retrodiffusa; è ben visibile la struttura fine della sua parte più esterna. L'immagine in basso mostra l'anello in luce diretta, mostrando la sua mancanza di struttura eccezion fatta per la divisione di Metis.

Le analisi spettroscopiche dell'anello ottenute tramite i telescopi Hubble, Keck e le sonde Galileo e Cassini hanno mostrato che le particelle che costituiscono l'anello appaiono di un colore rosso, ovvero la loro albedo è più alta a lunghezze d'onda maggiori, comprese tra 0,5 e 2,5 μm. Sino ad ora non sono state scoperte delle peculiarità spettrali attribuibili alla presenza di particolari composti chimici, sebbene le osservazioni della Cassini abbiano rilevato bande di assorbimento a 0,8 e 2,2 µm. Lo spettro dell'anello presenta comunque numerose affinità con quelli dei satelliti Adrastea e Amaltea.
Tali proprietà spettroscopiche sono state spiegate ipotizzando che l'anello sia composto da significative quantità di polveri le cui particelle avrebbero dimensioni comprese tra 0,1 e 10 µm e che sarebbero responsabili della maggiore intensità luminosa in luce diretta che non in retrodiffusa. Tuttavia, per esplicare l'intensa retrodiffusione e la struttura molto fine nella porzione esterna dell'anello è necessario ipotizzare la presenza di corpi di dimensioni maggiori rispetto a quella delle polveri.
L'analisi della fase disponibile e dei dati spettrali ha condotto alla conclusione che la distribuzione dimensionale delle particelle nell'anello obbedisce ad una legge di potenza
{\displaystyle n(r)=A\times r^{-q}}
in cui n(r) dr è il numero delle particelle con raggio compreso tra r ed r + dr e {\displaystyle A} è un parametro normalizzante scelto per farlo corrispondere con il flusso luminoso totale dell'anello. Il parametro q è 2,0 ± 0,2 per le particelle con r < 15 ± 0,3 µm, mentre vale 5 ± 1 per quelle con r > 15 ± 0,3 µm; la distribuzione dei corpi di dimensioni maggiori (comprese tra il millimetro e il chilometro) resta ancora indeterminata. La diffusione della luce in questo modello è dominata dalle particelle con r pari a circa 15 µm.
Questa legge di potenza consente di stimare la profondità ottica {\displaystyle \scriptstyle \tau } dell'anello: {\displaystyle \scriptstyle \tau _{l}\,=\,4,7\times 10^{-6}} per i corpi più estesi e {\displaystyle \scriptstyle \tau _{s}=1,3\times 10^{-6}} per le polveri. Questi valori indicano che la sezione di tutte le particelle all'interno dell'anello sia di circa 5000 km²; nella formulazione del modello si è tenuto conto dell'eventuale aspetto sferico delle particelle che costituirebbero l'anello. La massa complessiva delle polveri è stata stimata sui 107–109 kg, mentre quella degli oggetti maggiori, esclusi Metis e Adrastea, è di circa 1011–1016kg a seconda delle loro dimensioni massime (il valore-limite è stato posto intorno al km). Queste masse possono essere paragonabili con quelle dei satelliti posti all'interno del sistema di anelli: Adrastea, la cui massa è pari a circa 2 × 1015 kg, ed Amaltea, circa 2 × 1018 kg.
La presenza di due popolazioni di particelle nell'anello principale spiega perché il suo aspetto dipende dalla geometria visuale: le polveri, infatti, favoriscono la diffusione diretta, formando un anello omogeneo relativamente spesso delimitato dall'orbita di Adrastea; invece, le particelle più grandi, che favoriscono la retrodiffusione, sono confinate in piccoli anelli nella regione compresa tra le orbite di Metis e Adrastea.

## Formazione ed età

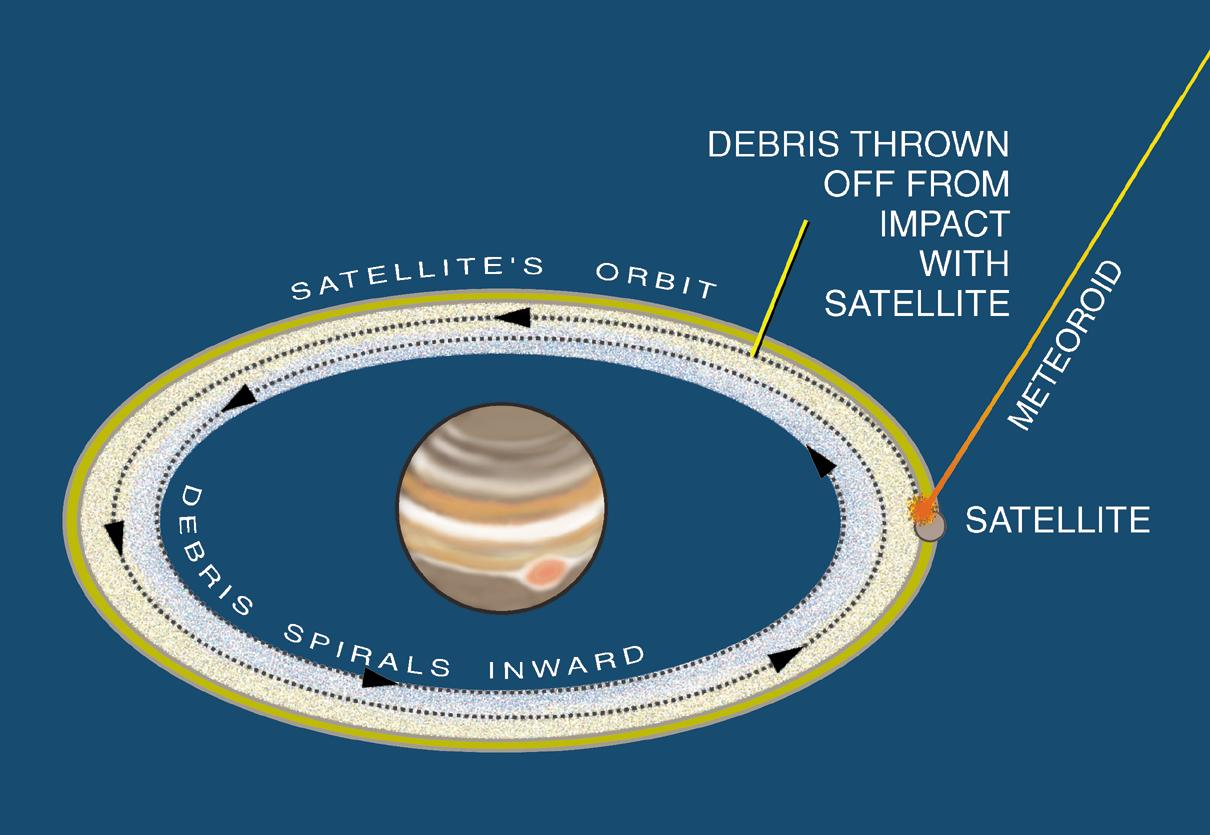
Schema che mostra in che modo si formano gli anelli di Giove.

Le polveri che costituiscono l'anello sono soggette ad un costante processo di rimozione dovuto alla combinazione dell'effetto Poynting-Robertson e delle forze elettromagnetiche della magnetosfera di Giove. I materiali volatili, ad esempio i ghiacci, sublimano rapidamente; si stima che il tempo di vita delle polveri dell'anello sia compreso tra 100 e 1000 anni, e quindi la polvere che viene a mancare deve essere continuamente sostituita grazie a quella che si origina dalle collisioni tra i corpi di dimensioni maggiori, comprese tra 1 cm e 0,5 km, e tra questi corpi e le particelle ad alta velocità provenienti dall'esterno del sistema gioviano. Questa popolazione di oggetti è confinata nella sottile (circa 1000 km) ma brillante parte esterna dell'anello principale ed include i satelliti Metis ed Adrastea. Le dimensioni di questi oggetti devono essere inferiori, stando alle rilevazioni della New Horizons, a 0,5 km; in precedenza questo limite, stando alle osservazioni del telescopio Hubble e dalla sonda Cassini,  era molto più ampio, circa 4 km. La polvere prodotta nelle collisioni permane nella stessa fascia orbitale degli oggetti da cui si è originata e lentamente spiraleggia in direzione del pianeta madre, formando la parte più interna e tenue dell'anello principale e l'anello di alone.
L'età dell'anello è sconosciuta, ma potrebbe costituire l'ultimo residuo di una precedente popolazione di piccoli oggetti nelle vicinanze di Giove, distrutti da reciproche collisioni e dalle forze di marea del pianeta.